# Nipponaclerda triumpha
Nipponaclerda triumpha är en insektsart som beskrevs av Zhang 1992. Nipponaclerda triumpha ingår i släktet Nipponaclerda och familjen Aclerdidae. Inga underarter finns listade i Catalogue of Life.